# Elena Velevska
Elena Velevska (mazedonisch Елена Велевска; * 26. Oktober 1980 in Prilep) ist eine nordmazedonische Turbo-Folk- und Pop-Sängerin. Aufgrund ihres Kleidungs- und Musikstils, der dem Svetlana Ražnatović' ähnelt, sowie ihrer Medienpräsenz in der Boulevardpresse wird sie bisweilen die „mazedonische Ceca“ genannt. Velevska ist vor allem auf dem Westbalkan sowie in der mazedonischen Diaspora bekannt: Nachdem sie mehrere Alben bei einem mazedonischen Plattenlabel veröffentlicht hatte, wurde sie 2005 von Lepa Brenas Label Grande in Belgrad unter Vertrag genommen. 2007 führte sie eine Welttournee durch, bei der sie unter anderem in Deutschland und Australien, wo sie 15 Konzerte bestritt, auftrat.

## Diskografie

### Alben
- Што ќе ми се пари
- Пу пу машала
- Говорот на телото (Govorot na teloto)
- Жена огнена